# Sudamerlycaste cinnabarina
Sudamerlycaste cinnabarina là một loài thực vật có hoa trong họ Lan. Loài này được (Lindl. ex J.C.Stevens) Archila mô tả khoa học đầu tiên năm 2002.